# Currie Cup First Division 2015
La Currie Cup First Division de 2015 fue la decimoséptima edición de la segunda división del rugby provincial de Sudáfrica.
El campeón fue el equipo de Leopards quienes obtuvieron su primer campeonato.

## Sistema de disputa
El torneo se disputó en formato liga donde cada equipo se enfrentó a los equipos restantes, luego los mejores cuatro clasificados disputaron semifinales y final.

## Clasificación
| Pos. | Equipo           | Encuentros | Encuentros | Encuentros | Encuentros | Tantos | Tantos | Tantos | PB | PB | Puntos |
| Pos. | Equipo           | PJ         | PG         | PE         | PP         | F      | C      | Dif    | BO | BD | Puntos |
| ---- | ---------------- | ---------- | ---------- | ---------- | ---------- | ------ | ------ | ------ | -- | -- | ------ |
| 1.º  | Leopards         | 10         | 10         | 0          | 0          | 431    | 205    | +226   | 10 | 0  | 50     |
| 2.º  | Griffons         | 10         | 5          | 0          | 5          | 332    | 306    | +26    | 6  | 2  | 28     |
| 3.º  | SWD Eagles       | 10         | 5          | 1          | 4          | 269    | 243    | +26    | 2  | 3  | 27     |
| 4.º  | Falcons          | 10         | 5          | 0          | 5          | 306    | 278    | +28    | 4  | 2  | 26     |
| 5.º  | Boland Cavaliers | 10         | 2          | 1          | 7          | 203    | 435    | −232   | 2  | 1  | 13     |
| 6.º  | Border Bulldogs  | 10         | 2          | 0          | 8          | 211    | 285    | −74    | 1  | 3  | 12     |

|  | Semifinalistas. |

### Semifinales
| 22 de octubre | Leopards | 29 - 17 | Falcons |  |  |

| 3 de octubre | Griffons | 40 - 47 | SWD Eagles |  |  |

### Final
| 8 de octubre | Leopards | 44 - 20 | SWD Eagles | Olën Park, Potchefstroom |  |

| Bandera de Sudáfrica |
| Campeón Leopards     |
| Primer título        |